# Lawrence Washington (Pflanzer)
Lawrence Washington (* September 1659 in Bridges Creek, Westmoreland County, Kolonie Virginia; † Februar 1698 in Warner Hall, Gloucester County, Kolonie Virginia) war ein Pflanzer, Sklavenhalter, Anwalt, Soldat und Politiker aus der Kolonialzeit in Virginia und ist heute hauptsächlich als Großvater väterlicherseits von George Washington bekannt.

## Leben

### Frühes Leben und Bildung
Lawrence wurde im September 1659 auf dem Anwesen seines Vaters am Mattox Creek geboren. Als er fünf Jahre alt war, zog die Familie auf eine nahe gelegene Plantage am Bridges Creek in Westmoreland County, Kolonie Virginia. Er wurde nach seinem Großvater väterlicherseits benannt, dem ehemaligen Oxford-Dozenten und Hochkirchen-Anglikanischen Pfarrer Rev. Lawrence Washington. Sein Vater, John Washington, war aus Essex, England ausgewandert und hatte Anne Pope geheiratet. Seine Mutter, welche starb, als Lawrence noch ein Kind war, war die Tochter und Erbin von Col. Nathaniel Pope, einem Händler und Pflanzer, der Jahrzehnte zuvor zuerst nach Maryland und dann in den Northern Neck von Virginia ausgewandert war. Col. Pope hatte seinem Schwiegersohn Startkapital und das Grundstück als Hochzeitsgeschenk gegeben und starb kurz vor der Geburt seines ersten Enkels. Vor ihrem Tod brachte Ann Pope noch zwei weitere Kinder zur Welt, die das Erwachsenenalter erreichten: John Washington (ca. 1660–1698) und Anne Washington Wright (ca. 1660–1697). Der Witwer John Washington heiratete noch zweimal, beide Male Witwen, mit denen er keine Kinder hatte, aber seinen Landbesitz erheblich vergrößerte.
Nach einer privaten Ausbildung in Virginia, wurde Lawrence nach England geschickt, um seine Studien abzuschließen, einschließlich einer Ausbildung zum Anwalt.

### Karriere
Als ältester Sohn der Familie Washington profitierte Lawrence von der Erstgeburt. Nach dem Tod seines Vaters erbte er im Alter von 18 Jahren zwei bedeutende Anwesen am Potomac River: Mattox Creek (7,5 km2) und Little Hunting Creek (10,1 km2), welches später von Lawrences Enkel und Namensvetter Lawrence Washington in Mount Vernon umbenannt wurde. Washington fügte beiden Anwesen während seines Lebens nicht wesentlich hinzu, was einige Historiker glauben lässt, dass er ein größeres Interesse an Politik und Recht hatte als an Plantagen. Allerdings hinterließ er auch persönliches Eigentum, um seine Witwe und Kinder zu unterstützen, darunter 406 Pfund Sterling und 32.509 Pfund Tabak.
Lawrence Washington übernahm öffentliche Verantwortlichkeiten im Westmoreland County aufgrund seines Landbesitzes und gewann dreimal, zum ersten Mal 1684, die Wahl zum House of Burgesses, um die Interessen des Westmoreland County zu vertreten. Er diente somit etwa ein Jahrzehnt, mit Ausnahme der unterdrückten Sitzung von 1688. Er hatte seine Tätigkeit im County im Jahr 1680 als einer der Friedensrichter begonnen und wurde 1684 zum Oberst der Miliz des Countys ernannt. Außerdem diente er zwei Jahre als Sheriff des Countys. Lawrence Washington setzte auch die Rollen seines Vaters als Gerichtsmediziner des Countys fort und zeigte besonderes Interesse an Vormundschaften und Nachlässen, indem er als Treuhänder des Nachlasses von Thomas Pope, des Waisen Jan Hay und der Tochter von Daniel Lisson, die nach seinem Tod geboren wurde, fungierte.

### Tod und Vermächtnis
Lawrence verstarb im Februar 1698 im Alter von 38 Jahren und wurde auf dem Familienfriedhof in Bridge’s Creek beigesetzt. Seine Witwe Mildred Warner Washington heiratete George Gale, der die Familie nach Whitehaven, England, brachte. Mildred überlebte jedoch nur weitere drei Jahre und starb 1701 im Alter von 30 Jahren nach einer schwierigen Geburt. Ihr Testament benannte Gale als Vormund ihrer Kinder, aber 1704 beantragte Lawrences Cousin John Washington erfolgreich die Übertragung der Vormundschaft auf ihn. Zu diesem Zeitpunkt kehrten die drei Washington-Kinder nach Virginia zurück, wo sie in der Nähe von Chotank Creek lebten. John Washington hatte damit die Nutzung des Landes und des persönlichen Eigentums, das sie geerbt hatten, während er als ihr Vormund fungierte.

## Familie
Im Jahr 1688 heiratete Lawrence Mildred Warner, eine von drei Töchtern von Mildred Reade und dem wohlhabenden Pflanzer Augustine Warner Jr. aus Gloucester County. Während ihrer Ehe hatten sie drei Kinder:
- John Washington III (1692–1746)
- Augustine Washington (1694–1743)
- Mildred Washington (1698–1747)